# Ricardo Monner Sans
Ricardo Monner Sans (Buenos Aires, 30 de septiembre de 1936-16 de febrero de 2024) fue un abogado argentino.

## Biografía
Es hijo de José María Monner Sans y de María Inés Cárdenas. Egresó del Colegio Nacional de Buenos Aires en 1953 y de la Facultad de Derecho y Ciencias Sociales de la Universidad de Buenos Aires el 1 de abril de 1959, donde obtuvo el título de abogado.

### Caso Armas
Ha sido conocido por la opinión pública al ser el denunciante del Escándalo por venta de armas a Ecuador y Croacia, que tuvo lugar durante el primer mandato del Gobierno de Carlos Saúl Menem, entre 1991 y 1995 en Argentina, y se refiere a una posible venta ilegal de armamentos a Croacia y Ecuador, países que enfrentaban conflictos bélicos por entonces.
La causa judicial se inició en marzo de 1995.

### 2006 a la fecha
En junio de 2006 fue nombrado presidente honorario de la Asociación Civil Anticorrupción, Santa Fe, Argentina. Este cargo había sido ocupado por el exfiscal de investigaciones administrativas Ricardo Molinas hasta su fallecimiento.[cita requerida]
Desde 1993 en adelante presentó 128 denuncias en el fuero federal penal: 99 fueron archivadas o desechadas antes de los seis meses de iniciadas, y casi 50 de ellas perecieron a la semana. Su hijo Ramiro Monner Sans, es procurador general adjunto de asuntos patrimoniales y fiscales del gobierno de Mauricio Macri. Ganó fama gracias a sus apariciones mediáticas por denuncias relacionadas con las causas más resonantes, sin embargo no presentó ninguna cuando se desató el escándalo de las escuchas telefónicas que implicaba a funcionarios de la Ciudad de Buenos Aires, como Fino Palacios, Abel Posse y Ciro James. Es padre del procurador general de la ciudad de Buenos Aires. En 2012 Ricardo Monner Sans presentó una denuncia penal contra el ministro de Justicia porteño, Guillermo Montenegro, por la compra directa de 15 patrulleros y 15 motos para la Policía Metropolitana el entonces jefe de la policía porteña, Jorge Fino Palacios, se compró un Mercedes-Benz C-200 Kompressor Avantgarde en una concesionaria que comparte dueños con la que proveyó los patrulleros.

## Posición política
En abril de 2010, durante una entrevista criticó al oficialismo, dijo que Ernestina Herrera de Noble «debería ir presa» si adoptó hijos de desaparecidos, aseguró que en los últimos años sacó a la luz irregularidades del macrismo y dio a entender que, de haber sido legislador, hubiese votado en contra de la nueva ley de servicios audiovisuales.
Se vio envuelto en un escándalo cuando su hijo Ramiro Monner Sans, procurador de la Ciudad Autónoma de Buenos Aires, fue denunciado junto con el empresario de juegos de azar Daniel Angelici, presidente del Club Boca Juniors y estrecho colaborador del jefe de Gobierno de la ciudad, Mauricio Macri, por el abogado Osvaldo Capasso. En la denuncia se comprobó que Ramiro Monner Sans había firmado contratos por más de 580 000 pesos para ser asesorado por su padre.